# Bulova
Bulova ([ˈbʊləvɑː], чит. «Бу́лова») — американская компания-производитель часов и изделий точной механики. Штаб-квартира находится в Нью-Йорке. Принадлежит корпорации Citizen Watch Co.

## История

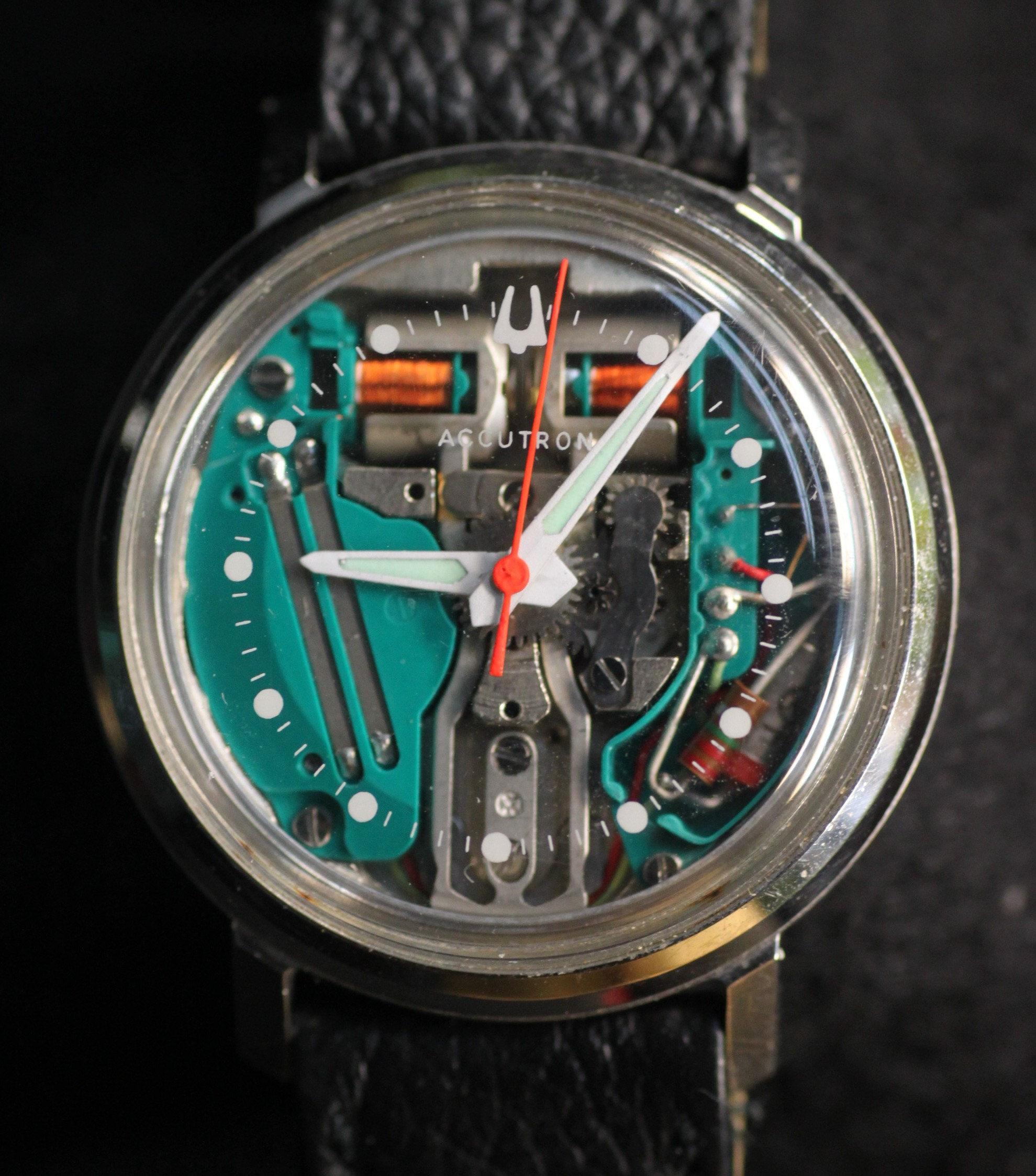
Часы Accutron

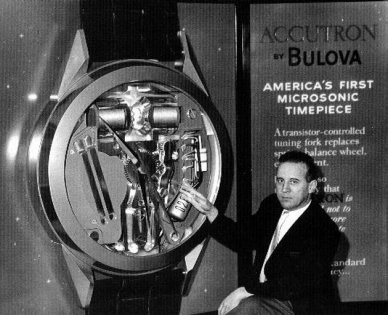
Швейцарский изобретатель Макс Хетцель у макета часов Accutron в ходе презентации для публики

Компания Bulova была основана выходцем из Богемии Джозефом Булова (1851—1936 гг.) и зарегистрирована как J. Bulova Company в 1875 году. В 1912 году компания открыла собственное производство на территории Швейцарии в городе Биль. В 1923 году компания стала называться Bulova Watch Company. В 1979 году вошла в состав корпорации Loews. В 2007 году компания Bulova была куплена корпорацией Citizen.
Ролик о компании Bulova стал официально первой в мире платной рекламой на телевидении. 1 июля 1941 года во время трансляции бейсбольного матча
между клубами «Лос-Анджелес Доджерс» (тогда называвшемуся «Бруклин Доджерс») и «Филадельфия Филлис» каналом New York station WNBT (теперь WNBC) демонстрировался циферблат стилизованный под тестовое ТВ-изображение с логотипом компании Bulova Watch Time и звучал слоган: Америка живет по времени Bulova (англ. America runs on Bulova time). Стоимость первой телерекламы для компании Bulova оценивалась в диапазоне от 4 до 9 долларов США.
Коммерческий успех компания Bulova конца 1950-х годов во многом был обусловлен выпуском линейки часов Accutron. Эти часы почти два десятилетия были самым популярным и узнаваемым брендом компании.
В 1970-х годах компания Bulova, как и остальные производители механических часов, стала вытесняться с рынка производителями часов с кварцевым резонатором. Выйти из всё ухудшавшегося финансового положения Bulova смогла только после приобретения её корпорацией Loews.

## Подготовка кадров
В структуре Bulova в 1945 г. тогдашним председателем совета директоров Арде Буловой была создана Школа часовых мастеров им. Джозефа Буловы (англ. Joseph Bulova School of Watchmaking) с годичным курсом обучения, расположенная по адресу 62-я стрит, Вудсайд, район Куинс, на острове Лонг-Айленд в Нью-Йорке. Поступление и учёба были бесплатными, сначала набор учащихся осуществлялся среди инвалидов войны, парализованных ветеранов боевых действий, в рамках благотворительной программы компании, реализуемой совместно с генералом Омаром Брэдли (будущим председателем совета директоров), позже на учёбу стали принимать инвалидов из числа гражданского населения тоже. Для того, чтобы создать условия учёбы и проживания, максимально благоприятные для людей с ограниченными возможностями, при школе был организован целый ряд паралимпийских спортивных секций и программ медицинской и социальной реабилитации. Генерал Брэдли лично вручал дипломы первому потоку выпускников школы в 1946 г. Школа существует до сих пор и занимается подготовкой часовых мастеров и организаторов производства точномеханических и ювелирных изделий.

## Военная продукция

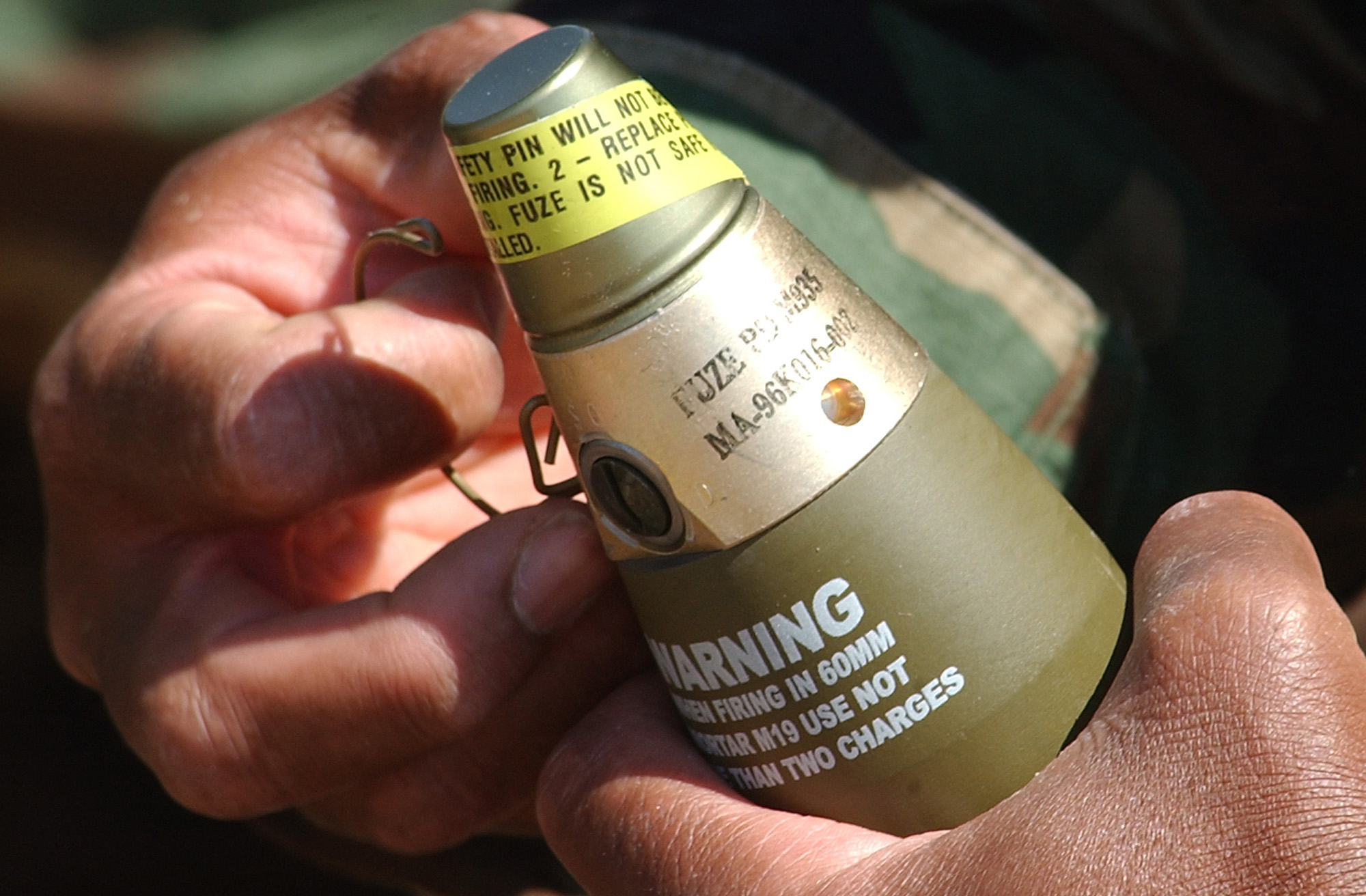
Взрыватели M935, выпускавшиеся Bulova по $7,68 за штуку (в ценах 1986 г.). Со времён Второй мировой, взрыватели различных типов и моделей являются одной из главных, если не самой главной статьёй дохода компании Bulova

До 1940-х гг., в ежегодных отчётах руководства компании перед своими акционерами отсутствуют упоминания какой-либо военной продукции. С началом Второй мировой войны, компания быстро осваивает сферу снабжения крупнейших авиастроительных и кораблестроительных компаний военно-промышленного комплекса США разнообразной продукцией точной механики, обработанными техническими алмазами и другими драгоценными и полудрагоценными камнями, а также готовым оборудованием и аппаратурой из указанных драгоценностей (преимущественно, навигационным оборудованием, прицельными приспособлениями, системами управления огнём и другим точным оборудованием). Компания прочно закрепляет за собой сегмент производства взрывателей и различных электромеханических элементов боеприпасов. С началом Холодной войны, военные заказы компании начинают расти и испытывают три стремительных рывка: первый во время Корейской войны 1950—1953 гг., которая явилась мощным стимулом к дальнейшему развитию производственных мощностей компании, которые за время военных действий на Корейском полуострове увеличились на 1⁄3, второй во время активизации программ разработки ракетных вооружений США и стран НАТО в 1957—1961 гг. после Суэцкого кризиса, когда выручка от военных заказов тех подразделений компании, которые были заняты в производстве различных деталей ракет, выросла втрое, и третий во время Вьетнамской войны 1965—1973 гг. После чего наметилось определённое снижение темпов роста и, как следствие, снижение нормы прибыли, связанное с общим снижением американского военного вмешательства в странах третьего мира. Определённую роль сыграла космическая программа США, которая долгое время шла по нарастающей в части запусков на околоземную орбиту разведывательных спутников и спутников связи, а также разного рода исследовательских космических аппаратов. С 1950-х гг. компания выпускает широкий спектр военной продукции в сегменте точной механической, электромеханической, электронно-оптической и электронной техники, а также взрывчатых материалов.